# European Challenge Cup 2013/14
Der European Challenge Cup 2013/14 war die 18. Ausgabe des European Challenge Cup, des zweitrangigen europäischen Pokalwettbewerbs im Rugby Union. Aus Sponsoringgründen trug er die Bezeichnung Amlin Challenge Cup. Es waren 23 Mannschaften beteiligt – 20 in der Gruppenphase und zusätzlich drei in der K.-o.-Runde, die im Heineken Cup 2013/14 vorzeitig ausschieden. Der Wettbewerb begann am 10. Oktober 2013, das Finale fand am 23. Mai 2014 im Cardiff Arms Park in Cardiff statt. Titelverteidiger war das irische Team Leinster Rugby, das Turnier entschieden die Northampton Saints aus England für sich.
Ursprünglich hätte das Finale in Frankreich stattfinden sollen. Doch die Fédération française de rugby zog ihre Bewerbung zurück, aufgrund der Unsicherheit, ob das Stade de France zur Verfügung stehen würde. Nach einer Neuausschreibung durch den Veranstalter European Rugby Cup erhielt schließlich Cardiff den Zuschlag.

## Modus
Alle Mannschaften der englischen Aviva Premiership, der französischen Top 14 und der internationalen Pro12, die sich nicht für den Heineken Cup qualifiziert haben, nahmen am European Challenge Cup teil. Hinzu kamen die vier bestplatzierten Mannschaften aus der italienischen Campionato di Eccellenza sowie je ein Vertreter Rumäniens und Portugals. Anstelle der portugiesischen Auswahl war ursprünglich der spanische Vertreter Olympus Madrid vorgesehen, der sich jedoch im September 2013 aus dem Wettbewerb zurückzog.
Die 20 Teilnehmer der Gruppenphase wurden in fünf Gruppen mit je vier Mannschaften eingeteilt. Die Setzreihenfolge basierte auf der Platzierung in der gesamteuropäischen Clubrangliste. Jede Mannschaft spielte je ein Heim- und ein Auswärtsspiel gegen die drei Gruppengegner. In der Gruppenphase erhielten die Mannschaften:
- vier Punkte für einen Sieg
- zwei Punkte für ein Unentschieden
- einen Bonuspunkt bei vier oder mehr Versuchen
- einen Bonuspunkt bei einer Niederlage mit sieben oder weniger Punkten Differenz

Für das Viertelfinale qualifizierten sich die fünf Gruppensieger, hinzu kamen die dritt- bis fünftbesten Gruppenzweiten aus der K.-o.-Runde des Heineken Cup 2013/14. Das Heimspielrecht im Viertel- und Halbfinale hatten jene vier Mannschaften, die in der Gruppenphase am erfolgreichsten waren. Bei Punktgleichheit entschieden (in dieser Reihenfolge) die Anzahl Versuche, die Punktedifferenz aus allen Spielen, die geringere Anzahl roter und gelber Karten und zuletzt ein Münzwurf. Den Absteigern aus dem Heineken Cup wurden automatisch die Plätze 5 bis 7 zugewiesen.

## Auslosung
Die nicht für den Heineken Cup qualifizierten Teams wurden gemäß der europäischen Clubrangliste in vier Töpfe mit je vier Teams eingeteilt (in Klammern die Platzierung Ende der vorangegangenen Saison):
| Topf 1 | Biarritz Olympique (5) | Stade Français (8)   | London Wasps (16)          | Bath Rugby (22)            | CA Brive (24)        |
| Topf 2 | London Irish (27)      | Sale Sharks (30)     | Newport Gwent Dragons (31) | Newcastle Falcons (32)     | Rugby Viadana (36)   |
| Topf 3 | Aviron Bayonne (37)    | Cavalieri Prato (39) | Worcester Warriors (40)    | Union Bordeaux Bègles (41) | Rugby Calvisano (43) |
| Topf 4 | FC Grenoble (44)       | Mogliano Rugby (42)  | US Oyonnax (46)            | București Rugby (38)       | Lusitanos XV         |

## Gruppenphase

### Gruppe 1
|    | Team               | Spiele | Siege | Unent. | Ndlg. | Spiel- punkte | Diff. | Bonus- punkte | Tabellen- punkte |
| -- | ------------------ | ------ | ----- | ------ | ----- | ------------- | ----- | ------------- | ---------------- |
| 1. | Sale Sharks        | 6      | 5     | 0      | 1     | 155:65        | + 90  | 3             | 23               |
| 2. | Biarritz Olympique | 6      | 3     | 0      | 3     | 119:116       | + 3   | 4             | 16               |
| 3. | US Oyonnax         | 6      | 2     | 1      | 3     | 86:142        | − 56  | 2             | 12               |
| 4. | Worcester Warriors | 6      | 1     | 1      | 4     | 87:124        | − 37  | 1             | 7                |

| 10. Oktober 2013 19:45 WESZ | Sale Sharks | 33 : 10 | Biarritz Olympique | AJ Bell Stadium, Salford Zuschauer: 3.153 |
| 10. Oktober 2013 19:45 WESZ | Bericht     |         |                    | AJ Bell Stadium, Salford Zuschauer: 3.153 |

| 12. Oktober 2013 18:30 MESZ | US Oyonnax | 9 : 9 | Worcester Warriors | Stade Charles-Mathon, Oyonnax Zuschauer: 6.125 |
| 12. Oktober 2013 18:30 MESZ | Bericht    |       |                    | Stade Charles-Mathon, Oyonnax Zuschauer: 6.125 |

| 19. Oktober 2013 15:00 MESZ | Biarritz Olympique | 26 : 6 | US Oyonnax | Parc des Sports d’Aguiléra, Biarritz Zuschauer: 7.348 |
| 19. Oktober 2013 15:00 MESZ | Bericht            |        |            | Parc des Sports d’Aguiléra, Biarritz Zuschauer: 7.348 |

| 19. Oktober 2013 15:00 WESZ | Worcester Warriors | 15 : 29 | Sale Sharks | Sixways Stadium, Worcester Zuschauer: 6.312 |
| 19. Oktober 2013 15:00 WESZ | Bericht            |         |             | Sixways Stadium, Worcester Zuschauer: 6.312 |

| 5. Dezember 2013 19:45 WEZ | Worcester Warriors | 15 : 19 | Biarritz Olympique | Sixways Stadium, Worcester Zuschauer: 4.615 |
| 5. Dezember 2013 19:45 WEZ | Bericht            |         |                    | Sixways Stadium, Worcester Zuschauer: 4.615 |

| 5. Dezember 2013 20:45 MEZ | US Oyonnax | 16 : 10 | Sale Sharks | Stade Charles-Mathon, Oyonnax Zuschauer: 5.000 |
| 5. Dezember 2013 20:45 MEZ | Bericht    |         |             | Stade Charles-Mathon, Oyonnax Zuschauer: 5.000 |

| 12. Dezember 2013 20:45 MEZ | Biarritz Olympique | 33 : 25 | Worcester Warriors | Parc des Sports d’Aguiléra, Biarritz Zuschauer: 7.587 |
| 12. Dezember 2013 20:45 MEZ | Bericht            |         |                    | Parc des Sports d’Aguiléra, Biarritz Zuschauer: 7.587 |

| 13. Dezember 2013 20:00 WEZ | Sale Sharks | 53 : 14 | US Oyonnax | AJ Bell Stadium, Salford Zuschauer: 3.689 |
| 13. Dezember 2013 20:00 WEZ | Bericht     |         |            | AJ Bell Stadium, Salford Zuschauer: 3.689 |

| 10. Januar 2014 20:00 WEZ | Sale Sharks | 21 : 3 | Worcester Warriors | AJ Bell Stadium, Salford Zuschauer: 3.027 |
| 10. Januar 2014 20:00 WEZ | Bericht     |        |                    | AJ Bell Stadium, Salford Zuschauer: 3.027 |

| 11. Januar 2014 15:30 MEZ | US Oyonnax | 28 : 24 | Biarritz Olympique | Stade Charles-Mathon, Oyonnax Zuschauer: 6.654 |
| 11. Januar 2014 15:30 MEZ | Bericht    |         |                    | Stade Charles-Mathon, Oyonnax Zuschauer: 6.654 |

| 18. Januar 2014 15:00 WEZ | Worcester Warriors | 20 : 13 | US Oyonnax | Sixways Stadium, Worcester Zuschauer: 6.180 |
| 18. Januar 2014 15:00 WEZ | Bericht            |         |            | Sixways Stadium, Worcester Zuschauer: 6.180 |

| 18. Januar 2014 21:00 MEZ | Biarritz Olympique | 7 : 9 | Sale Sharks | Parc des Sports d’Aguiléra, Biarritz |
| 18. Januar 2014 21:00 MEZ | Bericht            |       |             | Parc des Sports d’Aguiléra, Biarritz |

### Gruppe 2
|    | Team                  | Spiele | Siege | Unent. | Ndlg. | Spiel- punkte | Diff. | Bonus- punkte | Tabellen- punkte |
| -- | --------------------- | ------ | ----- | ------ | ----- | ------------- | ----- | ------------- | ---------------- |
| 1. | Bath Rugby            | 6      | 6     | 0      | 0     | 243:50        | + 193 | 4             | 28               |
| 2. | Newport Gwent Dragons | 6      | 3     | 0      | 3     | 150:132       | + 18  | 2             | 14               |
| 3. | Union Bordeaux Bègles | 6      | 3     | 0      | 3     | 171:149       | + 22  | 2             | 14               |
| 4. | Mogliano Rugby        | 6      | 0     | 0      | 6     | 55:288        | − 233 | 0             | 0                |

| 11. Oktober 2013 19:15 WESZ | Newport Gwent Dragons | 50 : 8 | Mogliano Rugby | Rodney Parade, Newport Zuschauer: 4.474 |
| 11. Oktober 2013 19:15 WESZ | Berich                |        |                | Rodney Parade, Newport Zuschauer: 4.474 |

| 12. Oktober 2013 21:00 MESZ | Union Bordeaux Bègles | 6 : 15 | Bath Rugby | Stade Chaban-Delmas, Bordeaux Zuschauer: 15.542 |
| 12. Oktober 2013 21:00 MESZ | Bericht               |        |            | Stade Chaban-Delmas, Bordeaux Zuschauer: 15.542 |

| 19. Oktober 2013 14:00 MESZ | Mogliano Rugby | 20 : 32 | Union Bordeaux Bègles | Stadio Maurizio Quaggia, Mogliano Veneto Zuschauer: 1.400 |
| 19. Oktober 2013 14:00 MESZ | Bericht        |         |                       | Stadio Maurizio Quaggia, Mogliano Veneto Zuschauer: 1.400 |

| 19. Oktober 2013 15:00 WESZ | Bath Rugby | 26 : 10 | Newport Gwent Dragons | Recreation Ground, Bath Zuschauer: 11.862 |
| 19. Oktober 2013 15:00 WESZ | Bericht    |         |                       | Recreation Ground, Bath Zuschauer: 11.862 |

| 6. Dezember 2013 19:15 WEZ | Newport Gwent Dragons | 40 : 24 | Union Bordeaux Bègles | Rodney Parade, Newport Zuschauer: 4.023 |
| 6. Dezember 2013 19:15 WEZ | Bericht               |         |                       | Rodney Parade, Newport Zuschauer: 4.023 |

| 7. Dezember 2013 14:00 MEZ | Rugby Mogliano | 8 : 55 | Bath Rugby | Stadio Maurizio Quaggia, Mogliano Veneto Zuschauer: 2.000 |
| 7. Dezember 2013 14:00 MEZ | Bericht        |        |            | Stadio Maurizio Quaggia, Mogliano Veneto Zuschauer: 2.000 |

| 12. Dezember 2013 19:30 MEZ | Union Bordeaux Bègles | 32 : 13 | Newport Gwent Dragons | Stade André-Moga, Bègles Zuschauer: 3.600 |
| 12. Dezember 2013 19:30 MEZ | Bericht               |         |                       | Stade André-Moga, Bègles Zuschauer: 3.600 |

| 14. Dezember 2013 15:00 WEZ | Bath Rugby | 63 : 0 | Rugby Mogliano | Recreation Ground, Bath Zuschauer: 11.598 |
| 14. Dezember 2013 15:00 WEZ | Bericht    |        |                | Recreation Ground, Bath Zuschauer: 11.598 |

| 10. Januar 2014 19:30 MEZ | Union Bordeaux Bègles | 64 : 7 | Rugby Mogliano | Stade André-Moga, Bègles Zuschauer: 2.200 |
| 10. Januar 2014 19:30 MEZ | Bericht               |        |                | Stade André-Moga, Bègles Zuschauer: 2.200 |

| 11. Januar 2014 14:30 WEZ | Newport Gwent Dragons | 13 : 30 | Bath Rugby | Rodney Parade, Newport Zuschauer: 6.063 |
| 11. Januar 2014 14:30 WEZ | Bericht               |         |            | Rodney Parade, Newport Zuschauer: 6.063 |

| 16. Januar 2014 19:45 WEZ | Bath Rugby | 54 : 13 | Union Bordeaux Bègles | Recreation Ground, Bath Zuschauer: 10.679 |
| 16. Januar 2014 19:45 WEZ | Bericht    |         |                       | Recreation Ground, Bath Zuschauer: 10.679 |

| 16. Januar 2014 20:45 MEZ | Rugby Mogliano | 12 : 24 | Newport Gwent Dragons | Stadio Maurizio Quaggia, Mogliano Veneto Zuschauer: 1.000 |
| 16. Januar 2014 20:45 MEZ | Bericht        |         |                       | Stadio Maurizio Quaggia, Mogliano Veneto Zuschauer: 1.000 |

### Gruppe 3
|    | Team              | Spiele | Siege | Unent. | Ndlg. | Spiel- punkte | Diff. | Bonus- punkte | Tabellen- punkte |
| -- | ----------------- | ------ | ----- | ------ | ----- | ------------- | ----- | ------------- | ---------------- |
| 1. | CA Brive          | 6      | 5     | 1      | 0     | 121:74        | + 47  | 1             | 23               |
| 2. | Newcastle Falcons | 6      | 4     | 0      | 2     | 126:69        | + 57  | 3             | 19               |
| 3. | București Rugby   | 6      | 2     | 0      | 4     | 94:105        | − 11  | 2             | 10               |
| 4. | Rugby Calvisano   | 6      | 0     | 1      | 5     | 80:173        | − 93  | 0             | 2                |

| 12. Oktober 2013 15:00 OESZ | București Rugby | 12 : 13 | Newcastle Falcons | Stadionul Arcul de Triumf, Bukarest Zuschauer: 1.100 |
| 12. Oktober 2013 15:00 OESZ | Bericht         |         |                   | Stadionul Arcul de Triumf, Bukarest Zuschauer: 1.100 |

| 12. Oktober 2013 19:30 MESZ | Rugby Calvisano | 20 : 20 | CA Brive | Stadio San Michele, Calvisano Zuschauer: 2.000 |
| 12. Oktober 2013 19:30 MESZ | Bericht         |         |          | Stadio San Michele, Calvisano Zuschauer: 2.000 |

| 19. Oktober 2013 15:00 OESZ | București Rugby | 37 : 15 | Rugby Calvisano | Stadionul Arcul de Triumf, Bukarest Zuschauer: 1.100 |
| 19. Oktober 2013 15:00 OESZ | Bericht         |         |                 | Stadionul Arcul de Triumf, Bukarest Zuschauer: 1.100 |

| 19. Oktober 2013 21:00 MESZ | CA Brive | 23 : 16 | Newcastle Falcons | Stade Amédée-Domenech, Brive-la-Gaillarde Zuschauer: 5.000 |
| 19. Oktober 2013 21:00 MESZ | Bericht  |         |                   | Stade Amédée-Domenech, Brive-la-Gaillarde Zuschauer: 5.000 |

| 7. Dezember 2013 15:00 OEZ | București Rugby | 13 : 18 | CA Brive | Stadionul Arcul de Triumf, Bukarest Zuschauer: 1.200 |
| 7. Dezember 2013 15:00 OEZ | Bericht         |         |          | Stadionul Arcul de Triumf, Bukarest Zuschauer: 1.200 |

| 8. Dezember 2013 15:00 WEZ | Newcastle Falcons | 37 : 15 | Rugby Calvisano | Kingston Park, Newcastle upon Tyne Zuschauer: 2.889 |
| 8. Dezember 2013 15:00 WEZ | Bericht           |         |                 | Kingston Park, Newcastle upon Tyne Zuschauer: 2.889 |

| 12. Dezember 2013 19:30 MEZ | CA Brive | 20 : 9 | București Rugby | Stade Amédée-Domenech, Brive-la-Gaillarde Zuschauer: 4.000 |
| 12. Dezember 2013 19:30 MEZ | Bericht  |        |                 | Stade Amédée-Domenech, Brive-la-Gaillarde Zuschauer: 4.000 |

| 14. Dezember 2013 14:30 MEZ | Rugby Calvisano | 10 : 25 | Newcastle Falcons | Stadio San Michele, Calvisano Zuschauer: 1.400 |
| 14. Dezember 2013 14:30 MEZ | Bericht         |         |                   | Stadio San Michele, Calvisano Zuschauer: 1.400 |

| 9. Januar 2014 19:45 WEZ | Newcastle Falcons | 7 : 9 | CA Brive | Kingston Park, Newcastle upon Tyne Zuschauer: 2.650 |
| 9. Januar 2014 19:45 WEZ | Bericht           |       |          | Kingston Park, Newcastle upon Tyne Zuschauer: 2.650 |

| 11. Januar 2014 14:30 MEZ | Rugby Calvisano | 11 : 23 | București Rugby | Stadio San Michele, Calvisano Zuschauer: 1.500 |
| 11. Januar 2014 14:30 MEZ | Bericht         |         |                 | Stadio San Michele, Calvisano Zuschauer: 1.500 |

| 16. Januar 2014 19:30 WEZ | Newcastle Falcons | 28 : 0 | București Rugby | Kingston Park, Newcastle upon Tyne Zuschauer: 2.511 |
| 16. Januar 2014 19:30 WEZ | Bericht           |        |                 | Kingston Park, Newcastle upon Tyne Zuschauer: 2.511 |

| 16. Januar 2014 20:30 MEZ | CA Brive | 31 : 9 | Rugby Calvisano | Stade Amédée-Domenech, Brive-la-Gaillarde Zuschauer: 4.000 |
| 16. Januar 2014 20:30 MEZ | Bericht  |        |                 | Stade Amédée-Domenech, Brive-la-Gaillarde Zuschauer: 4.000 |

### Gruppe 4
|    | Team             | Spiele | Siege | Unent. | Ndlg. | Spiel- punkte | Diff. | Bonus- punkte | Tabellen- punkte |
| -- | ---------------- | ------ | ----- | ------ | ----- | ------------- | ----- | ------------- | ---------------- |
| 1. | London Wasps     | 6      | 6     | 0      | 0     | 285:76        | + 209 | 3             | 27               |
| 2. | Aviron Bayonnais | 6      | 3     | 0      | 3     | 219:118       | + 101 | 3             | 15               |
| 3. | FC Grenoble      | 6      | 2     | 1      | 3     | 118:158       | − 40  | 2             | 12               |
| 4. | Rugby Viadana    | 6      | 0     | 1      | 5     | 86:356        | − 270 | 0             | 2                |

| 10. Oktober 2013 20:45 MESZ | Aviron Bayonnais | 37 : 6 | FC Grenoble | Stade Jean-Dauger, Bayonne Zuschauer: 6.602 |
| 10. Oktober 2013 20:45 MESZ | Bericht          |        |             | Stade Jean-Dauger, Bayonne Zuschauer: 6.602 |

| 12. Oktober 2013 15:00 MESZ | Rugby Viadana | 17 : 90 | London Wasps | Stadio Luigi Zaffanella, Viadana Zuschauer: 3.000 |
| 12. Oktober 2013 15:00 MESZ | Bericht       |         |              | Stadio Luigi Zaffanella, Viadana Zuschauer: 3.000 |

| 17. Oktober 2013 19:45 WESZ | London Wasps | 26 : 10 | Aviron Bayonnais | Adams Park, High Wycombe Zuschauer: 4.627 |
| 17. Oktober 2013 19:45 WESZ | Bericht      |         |                  | Adams Park, High Wycombe Zuschauer: 4.627 |

| 18. Oktober 2013 19:30 WESZ | FC Grenoble | 40 : 7 | Rugby Viadana | Stade Lesdiguières, Grenoble Zuschauer: 5.940 |
| 18. Oktober 2013 19:30 WESZ | Bericht     |        |               | Stade Lesdiguières, Grenoble Zuschauer: 5.940 |

| 6. Dezember 2013 20:00 MEZ | Aviron Bayonnais | 63 : 7 | Rugby Viadana | Stade Jean-Dauger, Bayonne Zuschauer: 2.022 |
| 6. Dezember 2013 20:00 MEZ | Bericht          |        |               | Stade Jean-Dauger, Bayonne Zuschauer: 2.022 |

| 7. Dezember 2013 21:00 MEZ | FC Grenoble | 7 : 47 | London Wasps | Stade Lesdiguières, Grenoble Zuschauer: 6.800 |
| 7. Dezember 2013 21:00 MEZ | Bericht     |        |              | Stade Lesdiguières, Grenoble Zuschauer: 6.800 |

| 14. Dezember 2013 15:00 MEZ | Rugby Viadana | 19 : 80 | Aviron Bayonnais | Stadio Luigi Zaffanella, Viadana Zuschauer: 875 |
| 14. Dezember 2013 15:00 MEZ | Bericht       |         |                  | Stadio Luigi Zaffanella, Viadana Zuschauer: 875 |

| 15. Dezember 2013 15:00 WEZ | London Wasps | 32 : 12 | FC Grenoble | Adams Park, High Wycombe Zuschauer: 3.759 |
| 15. Dezember 2013 15:00 WEZ | Bericht      |         |             | Adams Park, High Wycombe Zuschauer: 3.759 |

| 11. Januar 2014 14:00 MEZ | Rugby Viadana | 19 : 19 | FC Grenoble | Stadio Luigi Zaffanella, Viadana Zuschauer: 750 |
| 11. Januar 2014 14:00 MEZ | Bericht       |         |             | Stadio Luigi Zaffanella, Viadana Zuschauer: 750 |

| 11. Januar 2014 21:00 MEZ | Aviron Bayonnais | 13 : 26 | London Wasps | Stade Jean-Dauger, Bayonne Zuschauer: 4.746 |
| 11. Januar 2014 21:00 MEZ | Bericht          |         |              | Stade Jean-Dauger, Bayonne Zuschauer: 4.746 |

| 17. Januar 2014 19:30 MEZ | FC Grenoble | 34 : 16 | Aviron Bayonnais | Stade Lesdiguières, Grenoble Zuschauer: 6.190 |
| 17. Januar 2014 19:30 MEZ | Bericht     |         |                  | Stade Lesdiguières, Grenoble Zuschauer: 6.190 |

| 19. Januar 2014 14:00 WEZ | London Wasps | 64 : 17 | Viadana | Adams Park, High Wycombe Zuschauer: 3.029 |
| 19. Januar 2014 14:00 WEZ | Bericht      |         |         | Adams Park, High Wycombe Zuschauer: 3.029 |

### Gruppe 5
|    | Team            | Spiele | Siege | Unent. | Ndlg. | Spiel- punkte | Diff. | Bonus- punkte | Tabellen- punkte |
| -- | --------------- | ------ | ----- | ------ | ----- | ------------- | ----- | ------------- | ---------------- |
| 1. | Stade Français  | 6      | 5     | 0      | 1     | 202:75        | + 127 | 4             | 24               |
| 2. | London Irish    | 6      | 5     | 0      | 1     | 293:65        | + 228 | 4             | 24               |
| 3. | Cavalieri Prato | 6      | 2     | 0      | 4     | 100:198       | − 98  | 3             | 11               |
| 4. | Lusitanos XV    | 6      | 0     | 0      | 6     | 68:325        | − 257 | 0             | 0                |

| 10. Oktober 2013 20:45 MESZ | Stade Français | 61 : 3 | Lusitanos XV | Stade Jean-Bouin, Paris Zuschauer: 6.314 |
| 10. Oktober 2013 20:45 MESZ | Bericht        |        |              | Stade Jean-Bouin, Paris Zuschauer: 6.314 |

| 11. Oktober 2013 20:00 WESZ | London Irish | 60 : 11 | Cavalieri Prato | Madejski Stadium, Reading Zuschauer: 5.326 |
| 11. Oktober 2013 20:00 WESZ | Bericht      |         |                 | Madejski Stadium, Reading Zuschauer: 5.326 |

| 19. Oktober 2013 14:00 MESZ | Cavalieri Prato | 16 : 17 | Stade Français | Stadio Enrico Chersoni, Prato Zuschauer: 1.500 |
| 19. Oktober 2013 14:00 MESZ | Bericht         |         |                | Stadio Enrico Chersoni, Prato Zuschauer: 1.500 |

| 19. Oktober 2013 17:00 MESZ | Lusitanos XV | 6 : 67 | London Irish | Estádio Nacional, Oeiras Zuschauer: 1.500 |
| 19. Oktober 2013 17:00 MESZ | Bericht      |        |              | Estádio Nacional, Oeiras Zuschauer: 1.500 |

| 7. Dezember 2013 14:00 MEZ | Cavalieri Prato | 40 : 22 | Lusitanos XV | Stadio Enrico Chersoni, Prato Zuschauer: 600 |
| 7. Dezember 2013 14:00 MEZ | Bericht         |         |              | Stadio Enrico Chersoni, Prato Zuschauer: 600 |

| 8. Dezember 2013 15:00 WEZ | London Irish | 24 : 13 | Stade Français | Madejski Stadium, Reading Zuschauer: 5.721 |
| 8. Dezember 2013 15:00 WEZ | Bericht      |         |                | Madejski Stadium, Reading Zuschauer: 5.721 |

| 14. Dezember 2013 16:00 MEZ | Lusitanos XV | 19 : 30 | Cavalieri Prato | Estádio Nacional, Oeiras Zuschauer: 500 |
| 14. Dezember 2013 16:00 MEZ | Bericht      |         |                 | Estádio Nacional, Oeiras Zuschauer: 500 |

| 14. Dezember 2013 21:00 MEZ | Stade Français | 32 : 14 | London Irish | Stade Jean-Bouin, Paris Zuschauer: 10.250 |
| 14. Dezember 2013 21:00 MEZ | Bericht        |         |              | Stade Jean-Bouin, Paris Zuschauer: 10.250 |

| 9. Januar 2014 20:30 MEZ | Stade Français | 31 : 3 | Cavalieri Prato | Stade Jean-Bouin, Paris Zuschauer: 5.939 |
| 9. Januar 2014 20:30 MEZ | Bericht        |        |                 | Stade Jean-Bouin, Paris Zuschauer: 5.939 |

| 11. Januar 2014 15:00 WEZ | London Irish | 79 : 3 | Lusitanos XV | Madejski Stadium, Reading Zuschauer: 4.714 |
| 11. Januar 2014 15:00 WEZ | Bericht      |        |              | Madejski Stadium, Reading Zuschauer: 4.714 |

| 16. Januar 2014 20:00 MEZ | Lusitanos XV | 15 : 48 | Stade Français | Estádio Nacional, Oeiras Zuschauer: 35 |
| 16. Januar 2014 20:00 MEZ | Bericht      |         |                | Estádio Nacional, Oeiras Zuschauer: 35 |

| 18. Januar 2014 14:30 MEZ | Cavalieri Prato | 0 : 49 | London Irish | Stadio Enrico Chersoni, Prato Zuschauer: 1.000 |
| 18. Januar 2014 14:30 MEZ | Bericht         |        |              | Stadio Enrico Chersoni, Prato Zuschauer: 1.000 |

## K.-o.-Runde

### Setzliste
Nach der Gruppenphase treffen die fünf Gruppensieger sowie die dritt- bis fünftbesten Gruppenzweiten des Heineken Cup 2013/14 aufeinander.
1. Bath Rugby
2. London Wasps
3. Stade Français
4. Sale Sharks
5. (HC) Northampton Saints
6. (HC) Harlequins
7. (HC) Gloucester Rugby
8. CA Brive

### Viertelfinale
| 3. April 2014 20:00 WESZ | Sale Sharks                                                                   | 14 : 28        | Northampton Saints                                                                             | AJ Bell Stadium, Salford Zuschauer: 4.650 Schiedsrichter: Romain Poite (Frankreich) |
| 3. April 2014 20:00 WESZ | Versuche: Thomas 5. erh. Fihaki 73. erh. Erhöhungen: Macleod (1/1) Ford (1/1) | (7:28) Bericht | Versuche: Nutley 17. erh., 37. erh. Dickinson 29. erh. Foden 33. erh. Erhöhungen: Hooley (4/4) | AJ Bell Stadium, Salford Zuschauer: 4.650 Schiedsrichter: Romain Poite (Frankreich) |

| 4. April 2014 21:00 MESZ | Stade Français                    | 6 : 29        | Harlequins | Stade Jean-Bouin, Paris Zuschauer: 10.200 Schiedsrichter: Leighton Hodges (Wales) |
| 4. April 2014 21:00 MESZ | Straftritte: Steyn (2/4) 18., 31. | (6:9) Bericht | Versuche: Mike Brown 45. erh. Molenaar 76. erh. Erhöhungen: Evans (1/1) Ben Botica (1/1) Straftritte: Evans (4/4) 15., 22., 40., 56. Dropgoals: Evans (1/1) 73. | Stade Jean-Bouin, Paris Zuschauer: 10.200 Schiedsrichter: Leighton Hodges (Wales) |

| 6. April 2014 14:00 WESZ | Bath Rugby | 39 : 7         | CA Brive                                               | Recreation Ground, Bath Schiedsrichter: John Lacey (Irland) |
| 6. April 2014 14:00 WESZ | Versuche: Agulla 9. n.erh., 35. erh., 49. erh. Abendanon 28. erh. Rokoduguni 32. n.erh. Young 42. erh. Erhöhungen: Ford (3/6) Straftritte: Ford (1/2) 20. | (25:0) Bericht | Versuche: Murphy 65. erh. Erhöhungen: Laranjeira (1/1) | Recreation Ground, Bath Schiedsrichter: John Lacey (Irland) |

| 6. April 2014 19:00 WESZ | London Wasps | 36 : 24        | Gloucester Rugby                                                                                         | Adams Park, High Wycombe Zuschauer: 5.311 Schiedsrichter: Marius Mitrea (Italien) |
| 6. April 2014 19:00 WESZ | Versuche: Mullan 30. erh. Festuccia 43. erh. Helu 76. erh. Erhöhungen: Goode (3/3) Straftritte: Goode (4/6) 36., 51., 65., 71. Dropgoals: Goode (1/2) 13. | (13:3) Bericht | Versuche: May 55. erh. Evans 61. erh. Thomas 80. erh. Erhöhungen: Cook (3/3) Straftritte: Cook (1/2) 33. | Adams Park, High Wycombe Zuschauer: 5.311 Schiedsrichter: Marius Mitrea (Italien) |

### Halbfinale
| 25. April 2014 20:00 WESZ | Northampton Saints                                                                                        | 18 : 10        | Harlequins                                                                       | Franklin’s Gardens, Northampton Zuschauer: 10.077 Schiedsrichter: George Clancy (Irland) |
| 25. April 2014 20:00 WESZ | Versuche: Collins 26. n.erh. Fotuali’i 44. erh. Erhöhungen: Myler (1/2) Straftritte: Myler (2/2) 20., 35. | (11:3) Bericht | Versuche: Easter 63. erh. Erhöhungen: Botica (1/1) Straftritte: Botica (1/3) 39. | Franklin’s Gardens, Northampton Zuschauer: 10.077 Schiedsrichter: George Clancy (Irland) |

| 27. April 2014 13:00 WESZ | London Wasps                                                                                        | 18 : 24         | Bath Rugby                                                                                               | Adams Park, High Wycombe Zuschauer: 6.010 Schiedsrichter: Romain Poite (Frankreich) |
| 27. April 2014 13:00 WESZ | Versuche: Helu 39. erh. Johnson 64. n.erh. Erhöhungen: Goode (1/2) Straftritte: Goode (2/2) 2., 14. | (13:10) Bericht | Versuche: Perenise 24. erh. Webber 46. erh., 57. erh. Erhöhungen: Ford (3/3) Straftritte: Ford (1/2) 11. | Adams Park, High Wycombe Zuschauer: 6.010 Schiedsrichter: Romain Poite (Frankreich) |

### Finale
| 23. Mai 2014 20:00 WESZ | Northampton Saints | 30 : 16        | Bath Rugby                                                                            | Cardiff Arms Park, Cardiff Zuschauer: 12.483 Schiedsrichter: Jérôme Garcès (Frankreich) |
| 23. Mai 2014 20:00 WESZ | Versuche: Dowson 70. erh. Foden 75. n.erh. Erhöhungen: Myler (1/2) Straftritte: Myler (6/6) 6., 23., 47., 56., 59., 63. | (6:13) Bericht | Versuche: Watson 26. erh. Erhöhungen: Ford (1/1) Straftritte: Ford (3/6) 1., 13., 65. | Cardiff Arms Park, Cardiff Zuschauer: 12.483 Schiedsrichter: Jérôme Garcès (Frankreich) |